# 福神流
福神流（ふくじんながれ）は、古くは魚町流（うおのまちながれ）と呼ばれ、博多松囃子（博多どんたく）の運営における構成単位である流の一つであり、福岡市博多区博多地域の西門橋から西へと伸びる横筋を区域とし、町名町界整理後の現在の住所においては上呉服町ならびに店屋町がこれに相当する。かつては博多祇園山笠にも参加していた。

## 概要
太閤町割からある流で、旧来の博多七流である。博多松囃子の際に、福神（福禄寿）を担当することから明治期に魚町流から福神流と改称した。
また、江戸期には東中洲（現在の中洲）の一部地域も魚町流（福神流）の区域とされた。

## 博多松囃子
博多松囃子では福神（福禄寿）を担当し、福神の面をつけて馬に乗り、2日間に亘って福博の町を巡る。

## 福神流（魚町流）の山笠
かつては博多祇園山笠に一つの流として参加していたが、明治38年に雷鳴を太鼓の音と間違えて出発し追い山を混乱させ、その責任をとってそれ以来不参加となる。大正2年からは山笠神事の結びにあたる「鎮めの能」の能当番を担っていたが、それも昭和38年で中止。町名町界整理の際に他の流に編入した町や、他流の加勢町として参加している町もある。

## 構成町
- 上魚町
- 中魚町
- 下魚町
- 上店屋町
- 下店屋町
- 古小路
- 西門町
- 中小路